# Anoropallene palpida
Anoropallene palpida là một loài nhện biển trong họ Callipallenidae. Loài này thuộc chi Anoropallene. Anoropallene palpida được miêu tả khoa học năm 1939 bởi Hilton.